# Kiribati labdarúgó-bajnokság (első osztály)
A KIFA 2002-ben hozta létre Kiribati National Championship (Te Runga), néven a szigetek labdarúgó-bajnokságát. A ligában 22 csapat (sziget) vesz részt, 5 csoportba osztva. A mérkőzéseket South Tarawa és az ország nemzeti stadionjában, a Bairiki National-ben bonyolítják le.

## Története
1984-től a szigetek lakossága nem hivatalos rendezvényeket is szervezett, bár több alkalommal nem rendezték meg a sorozatot.

## A 2017-es szezon résztvevői
A. csoport
- Abaiang
- Butaritari
- Makin
- Marakei
- North Tarawa

B. csoport
- Aranuka
- Betio Town Council
- Kuria
- Maiana
- Tarawa Urban Council

C. csoport
- Abemama
- Banaba
- Nonouti
- Onotoa
- Tabiteuea North

D. csoport
- Arorae
- Beru
- Nikunau
- Tabiteuea South
- Tamana

E. csoport
- Christmas
- Tabuaeran
- Teraina

## Az eddigi  győztesek
| - 1984: South Tarawa - 1985-2001: ismeretlen - 2002: Arorae - 2003: nem rendezték meg - 2004: Tarawa Urban Council - 2005: nem rendezték meg - 2006: Betio Town Council - 2007: nem rendezték meg - 2008: ismeretlen - 2009: Betio Town Council | - 2010: Makin - 2011: nem rendezték meg - 2012: nem rendezték meg - 2013: Makin - 2014: ismeretlen - 2015: nem rendezték meg - 2016: nem rendezték meg - 2017: Nonouti - 2018: nem rendezték meg - 2019: Betio Town Council |

## A legsikeresebb klubok
| Klub                 | Bajnoki cím |
| -------------------- | ----------- |
| Betio Town Council   | 3           |
| Makin                | 2           |
| Arorae               | 1           |
| Nonouti              | 1           |
| South Tarawa         | 1           |
| Tarawa Urban Council | 1           |